# KRET
Der Konzern Radioelektronnye Technologi (kurz: KRET, russisch Концерн Радиоэлектронные технологии / КРЭТ) ist eine russische Holdinggesellschaft für mehrere Unternehmen der elektronischen Industrie. KRET ist Teil des staatlichen Rostec-Konzerns.
Die Unternehmensgruppe fertigt Produkte aus den Bereichen der Avionik, Messtechnik, Medizintechnik, Sicherheitstechnik und Beleuchtungstechnik. Nach SIPRI-Angaben betrug der Anteil von Rüstungsprodukten am Gesamtumsatz 2018 92 %.
KRET war unter anderem an der Elektronikentwicklung für die Su-57, Jak-130, Il-476, Ka-52 sowie Sojus TMA beteiligt.